# Satra (Kintamani)
Satra is een bestuurslaag in het regentschap Bangli van de provincie Bali, Indonesië. Satra telt 3269 inwoners (volkstelling 2010).